# Igreja de Santo António (Lagos)

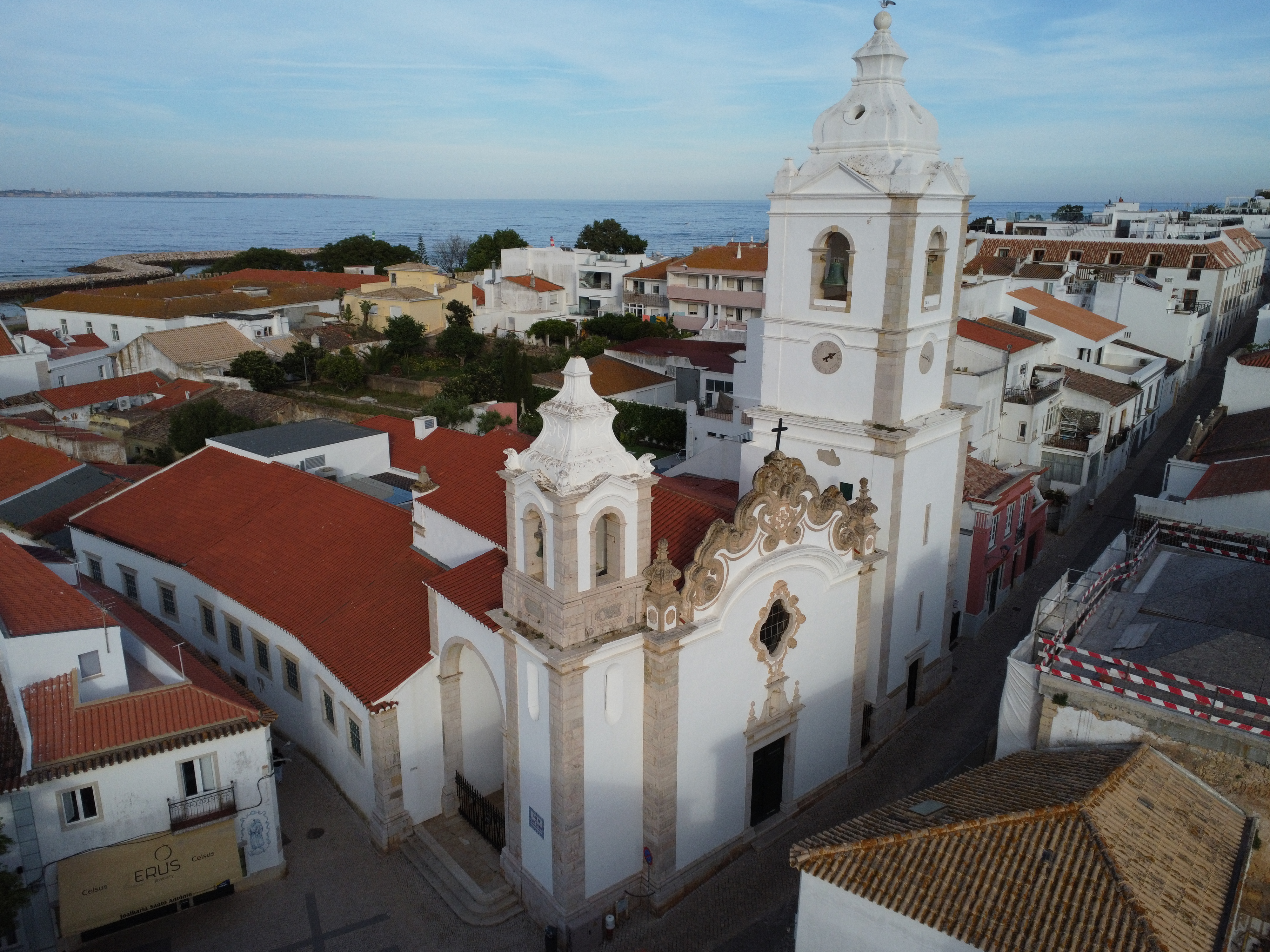
Kirche Santo António, ursprünglich von 1707, nach schweren Erdbebenschäden 1769 neu errichtet

Die Kirche Santo António, ursprünglich Kirche Santo António dos Militares genannt, befindet sich in der Altstadt von Lagos in der portugiesischen Region Algarve. Sie ist eine der Hauptsehenswürdigkeiten dieser Stadt und vor allem aufgrund ihrer reichen Innenausstattung mit vergoldeten Holzschnitzereien bekannt. In einem Anbau an das Kirchengebäude befindet sich das Städtische Museum von Lagos. Die Kirche wurde vom Militär in Auftrag gegeben und im Jahr 1707 fertiggestellt. Sie wurde beim schweren Erdbeben von 1755 zerstört und 1769 wieder aufgebaut. 1823 wurde der Uhrturm hinzugefügt und 1932 das erwähnte Museum in der alten Sakristei an der Südseite eröffnet. Die Kirche Santo António wurde 1924 zum Monumento Nacional erklärt.

## Beschreibung

### Kirche

#### Außenansicht

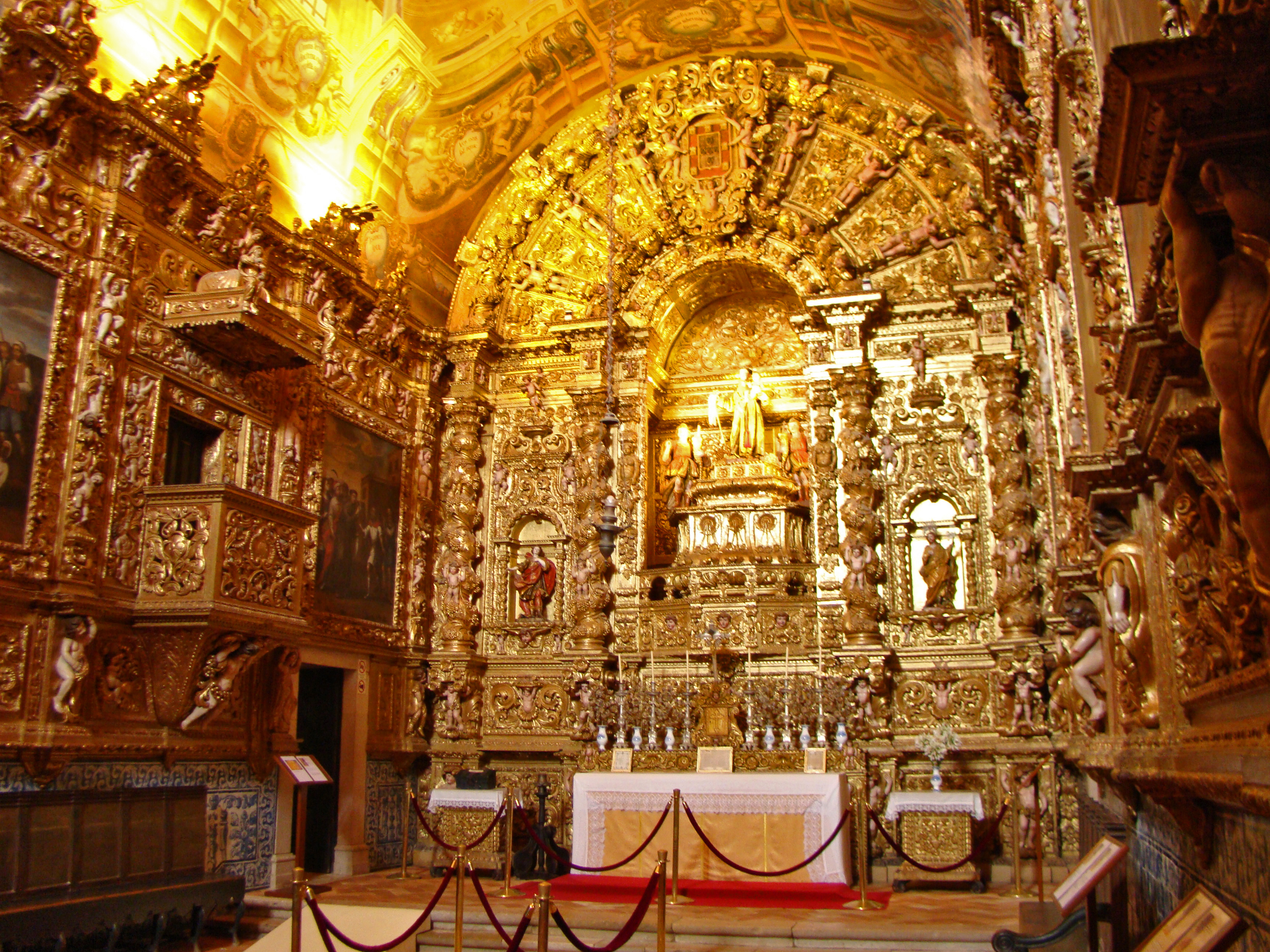
Altar der Kirche von Gaspar Martins (1718)

Das Gebäude bietet von außen einen sehr schlichten Anblick, da die Wände aus glattem, weiß verputztem Mauerwerk bestehen, wobei die im Barockstil verzierte Fassade hervorsticht. Das Hauptportal mit seinem einfachen Steinrahmen ist nach Westen zur Rua General Alberto da Silveira ausgerichtet und wird von einer kleinen Nische und einem Okulus in abgerundeter Rautenform gekrönt, die beide mit Muscheln verziert sind. An der Spitze der Fassade steht ein portugiesischer Wappenschild mit barocken Schmuckverzierungen, wie sie von den Jesuiten bevorzugt wurden. Die Seitenfassade, die zum Largo do Compromisso Marítimo (bzw. Rua Silva Lopes) orientiert ist, beschreibt einen großen, exakt halbrunden Bogen von großen Abmessungen, der eine gewölbte Vorhalle bildet. Das Datum der Vollendung dieses Bogens ist mit 1769 eingraviert. Die Kirche besitzt zwei Glockentürme von unterschiedlichen Formen, wobei der nach Süden gerichtete Turm eine große Uhr aufweist. Obwohl die Kirche erst zur Barockzeit errichtet wurde, weist sie dennoch einige Charakteristiken aus, die für mittelalterliche Kirchen üblich waren, wie z. B. die strikte Ausrichtung in West-Ost-Richtung, obwohl das in diesem Fall gezwungenermaßen bedeutete, die Fassade einer recht engen Straße zuzuwenden und die Seitenwand hin zu einem großen offenen Platz, also einen Gegensatz zu dem, was man erwarten könnte.

#### Innenansicht
Während das Äußere des Gebäudes von großer Schlichtheit ist, weist ihr Inneres ein reiches Dekor auf, darunter eine bedeutende Reihe vergoldeter Holzschnitzereien entlang der Wände und im Altarretabel, Azulejos und Wandmalereien im Deckengewölbe. Die Kirche besitzt nur ein Hauptschiff, ohne Querschiff und Seitenaltäre, das in Gänze von einem Tonnengewölbe bedeckt ist. Im Pflaster des Hauptschiffs findet sich eine einzige Grabplatte, die des irischen Offiziers Hugo Beaty, Kommandant des Regiments von Lagos während der spanischen Invasion Portugals (5. Mai – 24. November 1762) und Hauptverantwortlicher für den Wiederaufbau der Kirche 1769. Auf der Grabplatte ist sein persönliches Wappen abgebildet, ein schlichtes Feld mit acht fliegenden Vögeln am Rand, darunter ein Banner mit dem Motto „Non vi sed arte“ („Nicht durch Kraft, sondern durch Geschicklichkeit“) und als Helmzier aufrechter Löwe, der einen Halbmond hält. Am Eingang zum Kirchenschiff befindet sich eine Empore, getragen von einem niedrigen Bogen und mit einer Balustrade aus kleinen Säulen mit quadratischem Grundriss versehen.

##### Schnitzereien

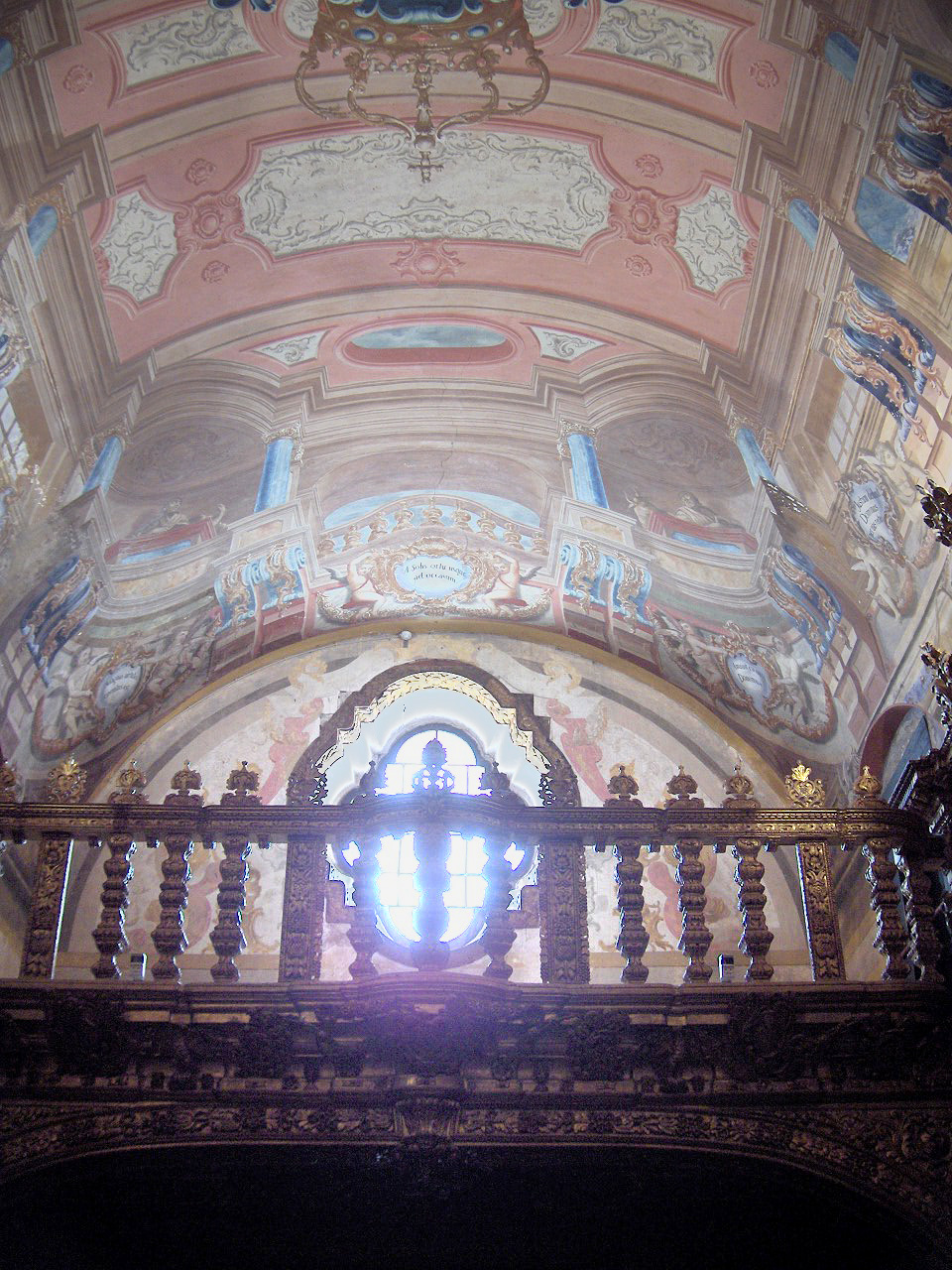
Westseite des Kirchenschiffs mit der Empore und dem Okulus. Zu sehen sind auch die Trompe-l'oeil-Malereien des Gewölbes, die Balkone mit Balustraden vortäuschen, auf denen die Evangelisten mit ihren Symbolen sitzen.

Aufgrund ihrer Holzschnitzereien gehört die Kirche Santo António zu den wichtigsten Beispielen eines goldverzierten Gotteshauses in gesamten Süden Portugals. Dem Historiker José Formosinho gemäß gehört der gesamte Komplex der vergoldeten Schnitzereien zum Barockstil, wobei der Hauptaltar auch Ornamente aufweist, die von der Renaissance des 16. Jahrhunderts inspiriert sind. Der Altaraufsatz ist der Ort, an dem die Schnitzereien am meisten durch ihre Strenge und ihre Detailgenauigkeit auffallen, weshalb er als eines der bemerkenswertesten Beispiele des sog. „portugiesischen Nationalstils“ in der Region Algarve gilt. Dieser Begriff wurde 1962 durch Robert Chester Smith für den Barockstil zur Regierungszeit Johanns V. von Portugal geprägt. Der Altaraufsatz besteht aus zwei konzentrischen Bögen, die von zwei verdrillten Ketten eingefasst sind und durch Karyatiden in Felder unterteilt werden. An der Spitze prangt das Wappen Portugals, gekrönt mit der königlichen Krone. Diese beiden Bögen werden von vier Salomonischen Säulen getragen, die mit Girlanden aus Weinreben mit herabhängenden Trauben umwunden sind und Kapitelle in kompositer Ordnung tragen. Diese Säulen ruhen auf doppelten, viereckigen Sockeln, die mit Volutenranken aus Akanthus in römischem Stil und kleinen Atlanten geschmückt sind. Im Zentrum des Altars befindet sich ein pyramidaler Sockel für eine Statue des hl. Antonius mit dem Jesuskind in den Armen, der von zwei fackeltragenden Engeln begleitet wird. An der Sockelbasis befand sich ursprünglich eine weitere Antonius-Statue, die der Überlieferung nach auf einem tragbaren Altar vom Regiment von Lagos auf Feldzüge mitgeführt wurde. Der Altar wurde 1718 von der Bruderschaft des hl. Antonius gestiftet, worauf vom Kommandant der Infanterie, Álvaro Pereira de Lacerda (ein Verwandter des damaligen Bischofs der Algarve), der Auftrag an den Bildhauer Gaspar Martins (1676–1746) übertragen wurde. Der Preis wurde auf 612.000 Réis festgelegt.
Die Schnitzereien entlang der Seitenwände sind durch vegetabile und Phantasiemotive geprägt, ohne dass ein kontinuierliches Programm erkennbar wird. Im Endeffekt vermischen sich die himmlischen Figuren mit grotesken Tieren und bilden so eine chaotische Szenerie, wie sie typisch für den Barock ist, der sich durch Übertreibung und Verformung des Natürlichen auszeichnete. Zu den mythologischen Figuren gehören u. a. Cherubim, die als Atlanten fungieren, und mit Rosen bekränzte Seraphim, die Körbe tragen. Auch verschiedene Szenen aus Krieg und alltäglichem Leben wie Fischfang, Jagd oder die Schlachtung eines Schweins sind dargestellt.

##### Azulejos
Die Seitenwände sind teilweise mit einer 1,4 m hohen Verkleidung aus blau-weißen Fliesen mit Blumenmotiven aus dem 18. Jahrhundert versehen. José Formosinho zufolge unterscheiden sich die Fliesen an der Rückwand der Kirche in mehreren Aspekten von denen an den Seitenwänden, so dass sie zu verschiedenen Zeiten angebracht worden sein könnten. Sowohl die vergoldeten Holzschnitzereien als auch die Fliesen wurden aufgrund ihrer natürlichen Leuchtkraft angebracht, um eine illusorische und dem Himmel vergleichbare Atmosphäre zu erzeugen.

##### Gemälde

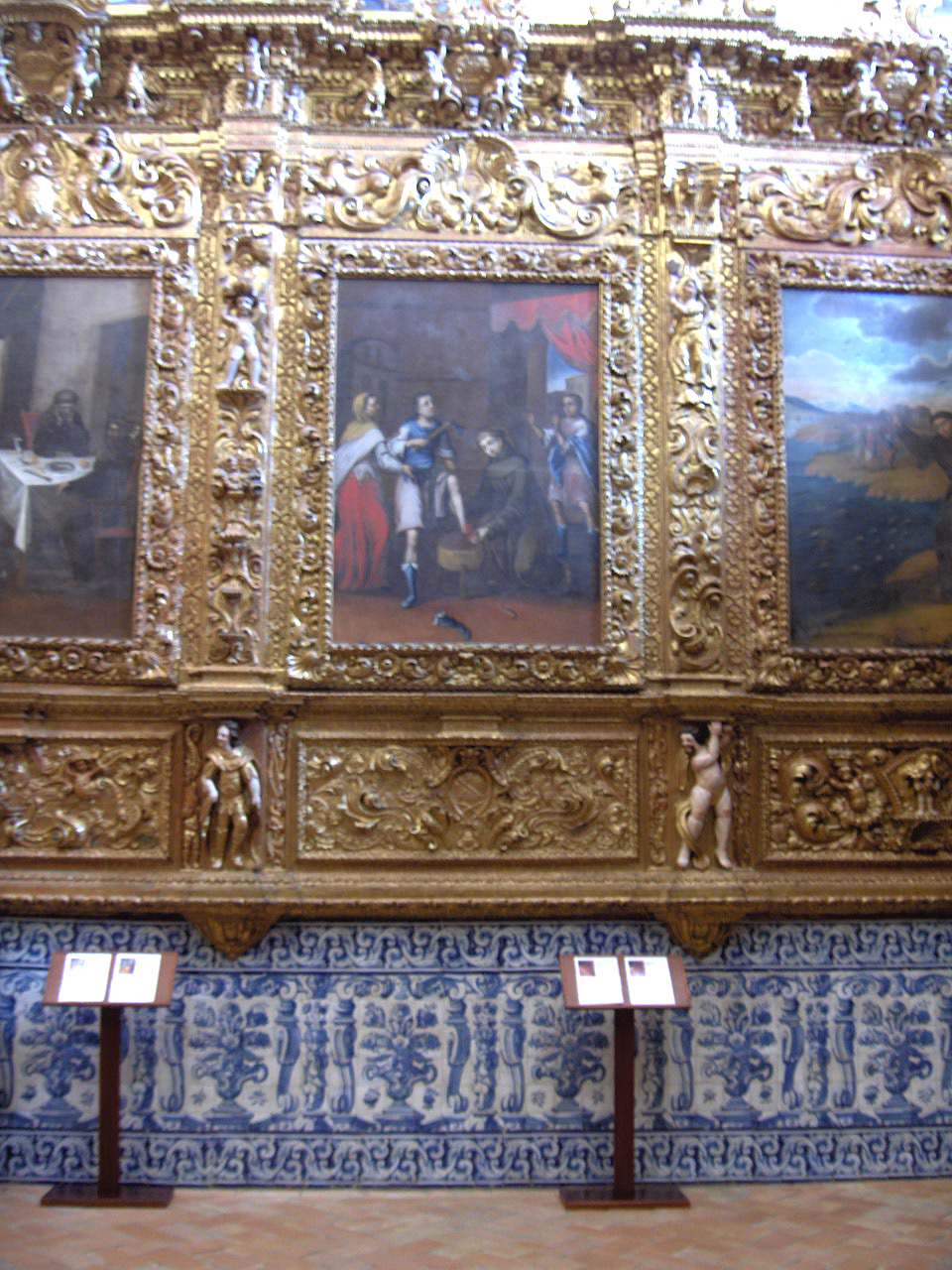
Drei der Gemälde von José Joaquim Rasquinho

Entlang der Wände befinden sich acht Gemälde, die Szenen aus dem Leben des in Lissabon geborenen, bei uns als hl. Antonius von Padua bekannten, Franziskaners darstellen. Sie wurden vom Meister José Joaquim Rasquinho aus Loulé gemalt. Das Gewölbe des Kirchenschiffs ist mit Trompe-l´oeil-Malereien bedeckt, die die Fortsetzung der Wände nach oben simulieren, mit zwei verglasten Fenstern und acht Marmorsäulen auf verzierten Tafeln zu beiden Seiten. Zwischen den Tafeln wurden Zitate aus der Bibel in Kartuschen gemalt. In jeder Ecke des Kirchenschiffs befindet sich ein illusionistischer Balkon mit je einer Figur der vier Evangelisten mit ihrem Tetramorph, die so gemalt sind, als ob sie das Innere der Kirche betrachten würden. In der Mitte wurde versucht, ein Gewölbe zu imitieren, das ein großes Nationalwappen trägt, dessen Schatten so gemalt wurden, dass sie einen Reliefeffekt vor dem Hintergrund simulieren.

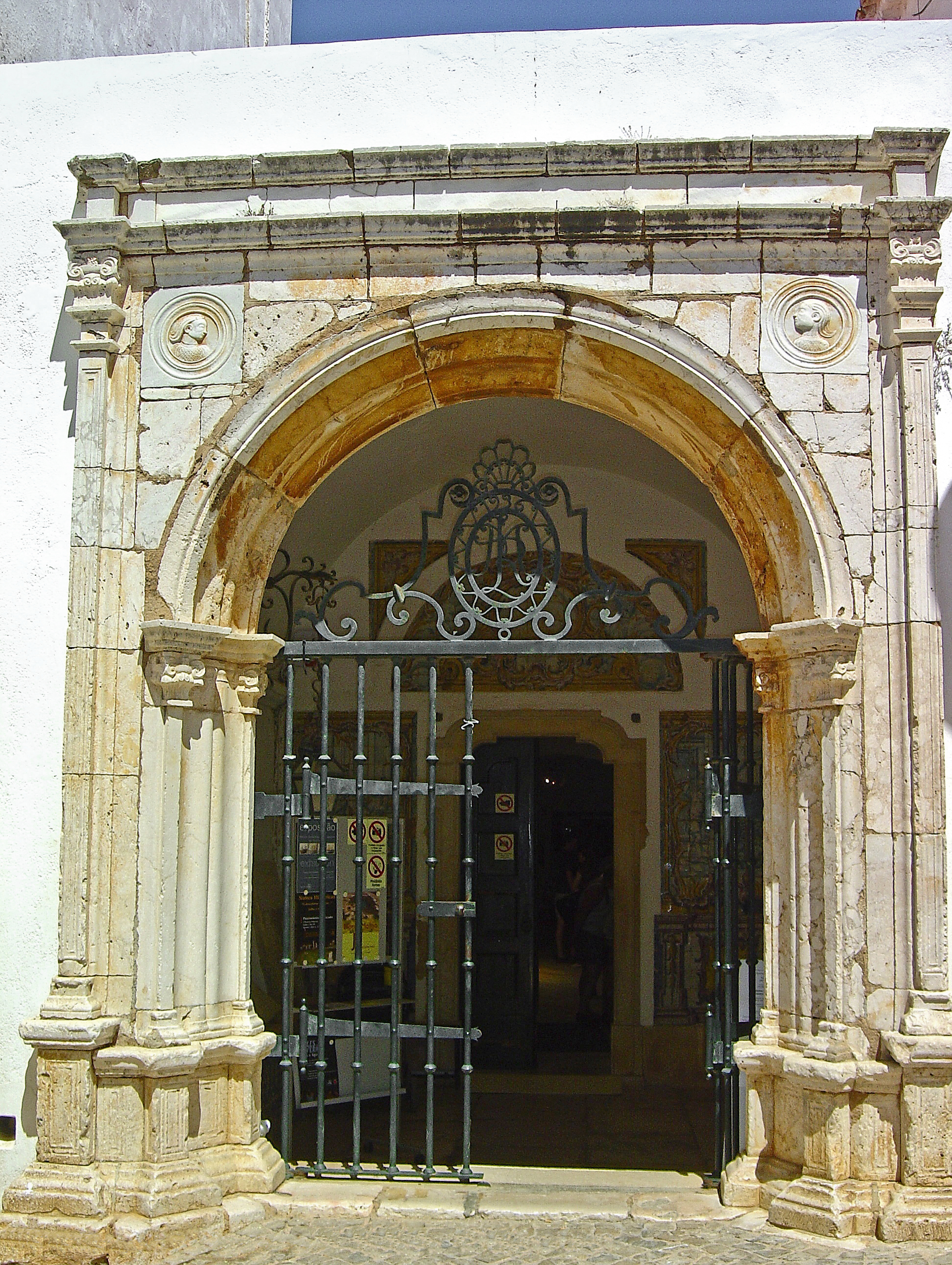
Eingang zum Museum (2007), früher zur Igreja do Compromisso Marítimo gehörend

### Museum
Im Städtischen Museum von Lagos, das im Sakristeianbau untergebracht ist, wird eine Sammlung von Gemälden, Münzen, archäologischen und volkskundlichen Stücken und religiöser Kunst gezeigt, darunter Schnitzarbeiten aus dem 17. Jahrhundert. Nach seiner Wiedereröffnung im Jahr 2021 beherbergt es nun die Dauerausstellung Depois de 1460 & Coleções Especiais, die aus der seit den 1930er Jahren von José Formosinho zusammengetragenen Sammlung besteht. Eines der wichtigsten Elemente der Ausstellung ist ein monumentaler Portikus, der aus der Igreja do Compromisso Marítimo stammt, 1935 an den Eingang des Museums versetzt wurde und eines der ältesten Beispiele für Renaissancearchitektur an der Algarve ist.

### Bedeutung und Schutzstatus
Im Januar 2016 wurde festgestellt, dass die Kirche Santo António das Monumento nacional mit der dritthöchsten Besucherzahl an der Algarve ist, nach der Fortaleza de Sagres und der Burg von Silves. Aus künstlerischer und geschichtlicher Sicht stellt ihr Inneres eines der besten Beispiele für den portugiesischen Barock dar.
Die Kirche wurde im Dekret Nr. 9:842 1924 als Monumento Nacional eingestuft. Für ihre Umgebung wurde eine Spezielle Ensembleschutzzone definiert, die in einer Verordnung vom 30. Oktober 1969, publiziert im Staatsanzeiger Nr. 275, Serie 2 vom 24. November 1969, festgeschrieben wurde.

## Geschichte

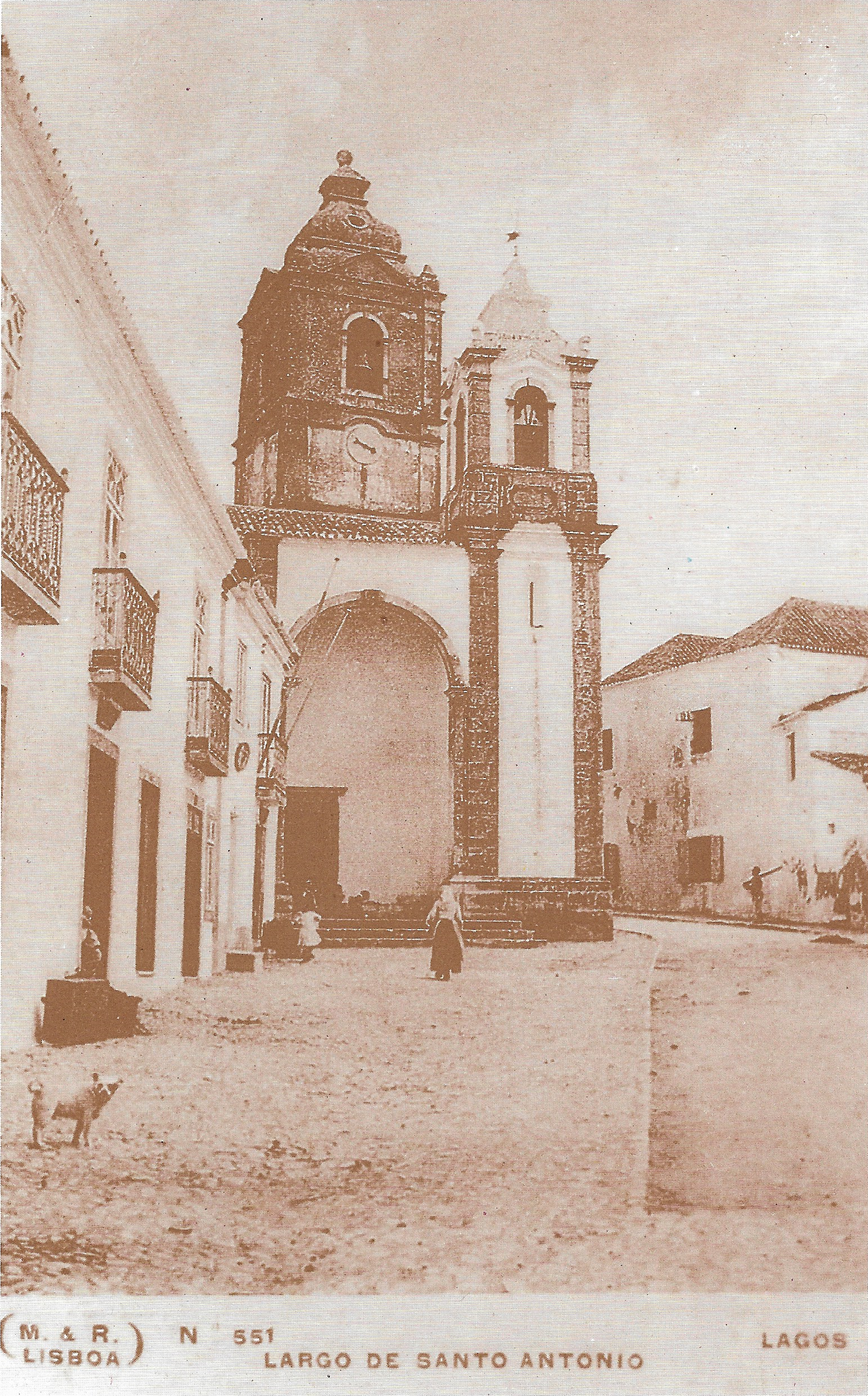
Alte Postkartenansicht der Kirche, wahrscheinlich vom Beginn des 20. Jahrhunderts Das Fliesenpaneel, das an die Erhebung zum Monumento Nacional erinnert, war noch nicht angebracht.

### 18. und 19. Jahrhundert
Im Jahr 1702 wurden die Statuten der Bruderschaft des Heiligen Antonius angenommen, der es gelang, dass 1707 eine Kirche zu Ehren des Heiligen erbaut wurde. Der Auftrag wurde von den militärischen Autoritäten erteilt, was eines von nur zwei Beispielen in ganz Portugal darstellt, wo eine Kirche mit dem Patrozinium des hl. Antonius nicht an ein Franziskanerkloster angeschlossen war. An der Stelle, wo sich die Kirche und ihre Anbauten heute befinden, stand vorher ein Tor der mittelalterlichen Befestigung von Lagos, wobei einer der Türme auf den alten Strukturen erbaut wurde. Die Gebäude auf der gegenüberliegenden Seite der Rua General Alberto da Silveira wurden ebenfalls auf den Ruinen des alten Befestigungstores errichtet, darunter ein Gefängnis, das später von der Polícia de Segurança Pública benutzt wurde.
Die Wahl des Hl. Antonius als Schutzpatron der Kirche erfolgte aufgrund seiner engen Verbindung zu den in Lagos stationierten Streitkräften, die auf den 24. Januar 1668 während des Restaurationskriegs zurückgeht. An diesem Tag wurde der Heilige in das Regimento de Infantaria Nº. 2 integriert, da mehrere Siege gegen die spanischen Truppen auf sein Eingreifen zurückgeführt wurden. Im Laufe seiner Geschichte in dieser Militäreinheit wurde der Heilige sogar mehrmals befördert (so am 12. September 1683 zum Hauptmann und im Januar 1780 zum Oberst), bis diese Praxis im Jahr 1910 beendet wurde. Das Regiment besaß einen tragbaren Altar für die Statue des Heiligen, der während der Napoleonischen Kriege auf der Iberischen Halbinsel verwendet und später im Museum von Lagos aufbewahrt wurde.
Nach der Zerstörung beim Erdbeben von 1755 wurde die Kirche auf Anweisung des Regimentskommandanten Hugo Beaty, der gleichzeitig Verwalter der Bruderschaft des Heiligen Antonius war, 1769 wieder aufgebaut. Zu dieser Zeit wurden auch die acht Ölgemälde mit den Wundern des Hl. Antonius angefertigt. Der Überlieferung zufolge besaß die Kirche einen reichen Schatz an silbernen liturgischen Gebrauchsgegenständen, der während der französischen Besatzung zu Beginn des 19. Jahrhunderts geraubt wurde. 1823 wurde der Uhrturm erbaut, wofür Steine aus den Ruinen der Kirche Santa Maria verwendet wurden. Die Glocke wurde jedoch erst zwei Jahre später aufgehängt, die Uhr selbst wurde erst 1839 installiert.

### 20. Jahrhundert
In den ersten zwei Jahrhunderten ihrer Existenz stand die Kirche unter der Verwaltung der Militärbehörden, die für ihren Unterhalt verantwortlich waren. Zu Beginn des 20. Jahrhunderts befand sich das Gebäude allerdings in einem sehr schlechten Erhaltungszustand, da Wasser ins Dach eindrang, was die Malereien im Gewölbe, die Holzteile des Chors und auch die vergoldeten Schnitzereien in Mitleidenschaft zog. Da die Kirche 1924 zum Monumento Nacional erklärt worden war, kamen 1928 der Minister für Erziehung und der Kriegsminister, Alfredo de Magalhães und Abílio Passos e Sousa überein, die Kirche dem Innenministerium zu übertragen. Diese Übereinkunft wurde vertraglich am 5. Juli 1929 fixiert. Dies geschah auf Vorschlag einer Initiativkommission der Gemeinderäte von Lagos, Aljezur und Vila do Bispo, die für verschiedene Erhaltungsarbeiten an den Monumenten im Bezirk Barlavento der Algarve verantwortlich waren, darunter auch für die Kirche Santo António.

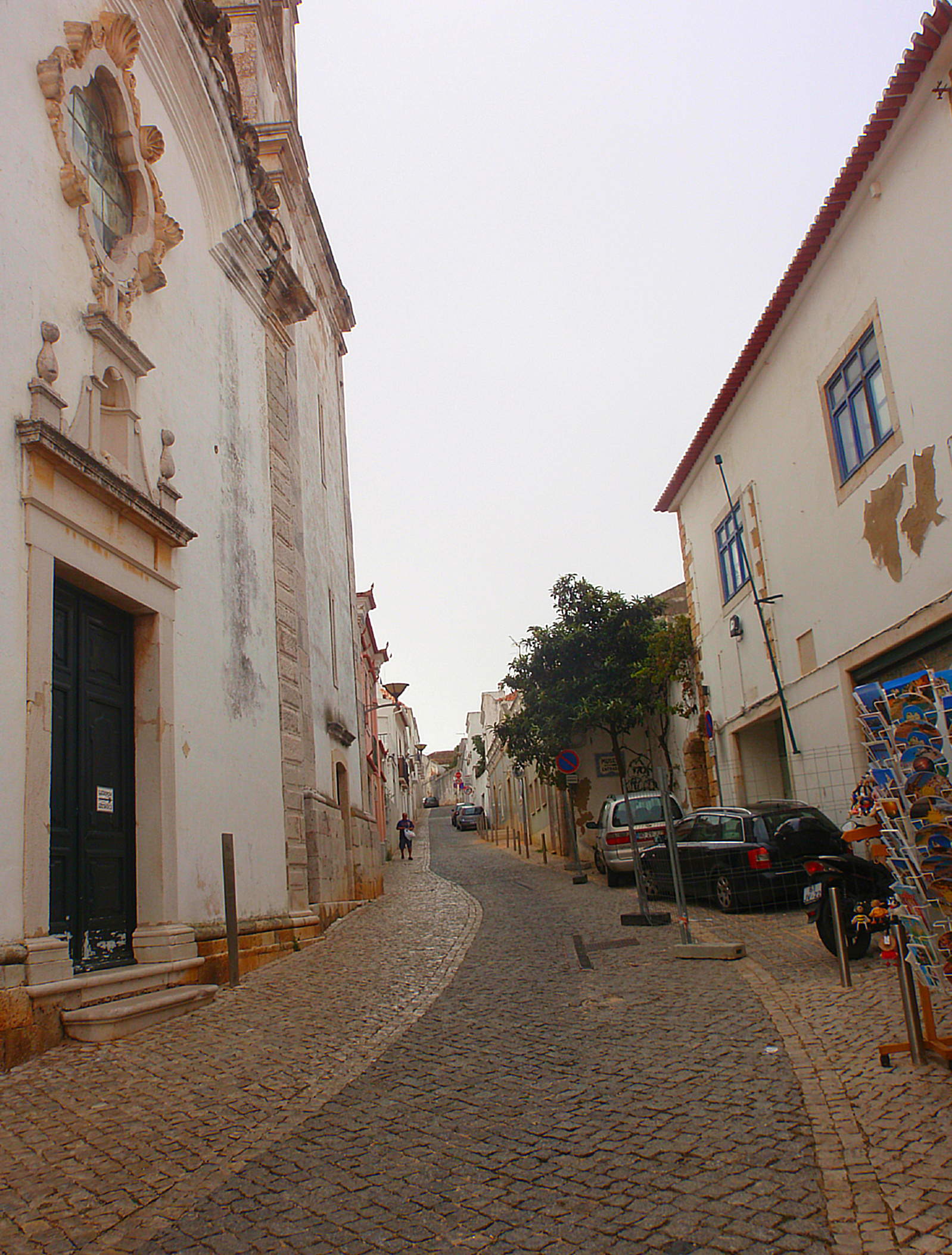
Rua General Alberto da Silveira, November 2018. Das Gebäude rechts wurde umgebaut, um für die archäologische Sammlung des Stadtmuseums verwendet zu werden.

Bereits am 9. Juni 1929 hatte die Wochenzeitung O Algarve eine ganz kurze Notiz abgedruckt, dass in Kürze die Arbeiten zur Instandsetzung der Kirche beginnen würden. Tatsächlich begannen die Arbeiten dann 1930 unter der Leitung von José Formosinho, der im gleichen Jahr das Museum begründete, und zwar am 23. August, nachdem die Gemeindeverwaltung die Erlaubnis erhalten hatte, dies in Räumlichkeiten der Kirche einzurichten. Ebenfalls 1930 ließ José Formosinho den Portikus der alten Igreja do Compromisso Marítimo versetzen. Am 30. April 1931 veröffentlichte das Jornal de Lagos ein Kommuniqué des Organisationskomitees des Museums, in dem Privatpersonen gebeten wurden, besonders interessante Stücke für die Sammlung des Museums zur Verfügung zu stellen, und dass die erste Abteilung des Museums, die der sakralen Kunst gewidmet war, bereits besichtigt werden könne.
1932 wurden die Rampe zum Obergeschoss des Turmes erneuert und die weiteren Abteilungen des Regionalmuseums in der Sakristei der Kirche eröffbet. Diese widmen sich den archäologischen Fundstücken in der Umgebung der Stadt, der Naturgeschichte und der Volkskunde. Schon nach kurzer Zeit erlangte es, vor allem aufgrund seiner archäologischen Ausstellungsstücke, nationale Anerkennung und war viele Jahre hindurch eines der wenigen Museen der Region. Zwischen 1937 und 1947 wurde die Kirche restauriert und von 1949 bis 1952 wurde das Museum durch den Anbau dreier weiterer Säle erweitert, die per Oberlicht beleuchtet wurden. 1954 und 1955 erfolgten Restaurierungsarbeiten an den vergoldeten Schnitzereien.
Die Kirche wurde durch das Erdbeben an der Straße von Gibraltar vom 28. Februar 1969 beschädigt, wobei große Risse am Turm und im Innenraum entstanden. Am 8. März besuchte der Präsident des Ministerrats, Marcelo Caetano, die Algarve, um die durch das Erdbeben verursachten Schäden zu begutachten und besuchte dabei auch die Kirche Santo António. Von 1973 bis 1975 gab es erneute Restaurierungsarbeiten an Kirche und Museum, bei denen das Instituto José de Figueiredo sich der Holzschnitzereien und der Leinwände der acht Gemälde der Wunder des Hl. Antonius annahm. Am 10. Oktober 1984 berichtete die Zeitung Diário de Lisboa, dass zwischen der Stadtverwaltung von Lagos und dem Ministerium für soziale Einrichtungen eine Vereinbarung über ein umfassendes Sanierungsprogramm des historischen Zentrums der Stadt unterzeichnet worden war und dass durch die Generaldirektion der Nationalen Denkmäler auch Konservierungsarbeiten an der Kirche Santo António geplant seien. Diese Arbeiten fanden 1987 und 1993 statt.